# Leptogenys consanguinea
Leptogenys consanguinea é uma espécie de formiga do gênero Leptogenys, pertencente à subfamília Ponerinae.